# Georg Kinsky
Georg Kinsky, född 29 september 1882 i Marienwerder, Westpreussen, död 7 april 1951 i Berlin, var en tysk musikolog. 
Kinsky var privatdocent i musikvetenskap vid Kölns universitet och konservator vid Kölns musikhistoriska museum. Han var en framstående kännare av musikinstrumentens historia och förutom nämnda museums katalog (1910–1916) författade han en rad vetenskapliga artiklar.